# عبد المنعم الطوخي
الشيخ عبد المنعم الطوخي (1945 - 17 أبريل 2007) قارئ قرآن مصري ويعد أحد أعلام هذا المجال البارزين، من مواليد مركز تلا، بمحافظة المنوفية.
كان يلقب بفخر قراء الإسكندرية وفخر قراء العالم الاسلامى وعندليب القران وشيخ قراء الاسكندريه لسنوات عديدة. كان يتمتع بفطرة بالغة وبحلاوة صوته تتدفق منه ينابيع الأيمان والتقوى وكانت له بصمة خاصة به ويتميز بها وثقة بالغة، متمكن في التلاوة، القلوب والأفئدة تتفتح عند سماعه فهو جامعة في بحر التلاوة وصاحب شخصية تمتلك القدرة على توضيح معاني القرآن الكريم
كان قريته في الريف المصري هي المحطة الأولى التي انطلقت منها مسيرة الشيخ عبد المنعم محجوب الطوخي، في كتاتيبها كانت نشأته الحقيقية، لا سيما أن والده كان حافظا للتنزيل الحكيم ورفيقاً للشيخ أبو العينين شعيشع، والجدير بالذكر أن جده أيضا كان مقرئ. لم يكن قد تجاوز السابعة من عمره حينها فطن والده إلى موهبته ونبوغه في الحفظ والترتيل، وتمتعه بصوت خاشع عذب، ولم يحتاج إلا لعامين حتى يتم حفظه للقرآن كاملا. مع ذلك داوم والده على مراجعته، وإرساله إلى العديد من مشاهير المحفظين كي يتعلم على أيديهم أصول التلاوة وآدابها، دون الاعتماد فقط على جمال وقوة صوته.
التحق الشيخ عبد المنعم الطوخى بالأزهر محافظة طنطا. بعد إتمام دراسته طاف أنحاء محافظة المنوفية مسقط رأسه ومولده حتى ذاع صيته وشهرته حتى أصبح له محبيه ثم انتقل إلى مدينة الإسكندرية التي كانت البداية الحقيقية له ولكل ما حققه من إنجازات خلال مشوار حياته.

## على خطى الكبار
تعلم الشيخ عبد المنعم الطوخي على يد كبار الشيوخ المشاهير في مصر، وفي مقدمتهم الشيخ محمد رفعت، وكذلك الشيخ أبو العينين شعيشع، لكنه تأثر كثيرا بمدرسة الشيخ مصطفى إسماعيل، الذي تنبأ له بأنه سوف يكون من أحسن المقرئين في مصر والوطن العربي وكان دائم الاتصال به ومتابعًا لخطواته وكان الشيخ مصطفى إسماعيل هو مثله الأعلى. على الرغم من أن الفرصة واتته للقراءة مع هؤلاء الكبار، إلا أن الغرور لم يتسرب يوما إلى صدره، ولم يسع لمنازلة هؤلاء الكبار، أو أن يجعل من نفسه نداً لهم، بل كان حريصا على الدوام بأن يخفض لهم جناحه، وأن يردد اعتزازه بالتعلم على أيديهم، وأن يكون تلميذا وفيا من تلاميذهم أيضا. لم يركن بما حققه من شهرة في وقت قياسي بين مشاهير القراء إلى الوثوق والاغترار بعلمه، بل كان حريصا على الدوام في أن يراجع حفظه، وأن يتعلم آداب التلاوة والقراءات العشر، مؤكدا أنه لا كبير أمام القرآن الكريم.

## تالقه وانطلاقه
شهد عام 1977، تألقه وانطلاقه فذاع صيته في ارجاء مصر والوطن العربى واصبح اسمه يتردد في العالم الآسلامى بين المشرق والمغرب. مما شد اليه انتباه الزعيم الراحل محمد أنور السادات بقوة أن يستمع لقارئ لم يبلغ الأربعين من عمره يمتلك براعة في الأداء، ودقة في الأحكام، ومخارج الحروف، والوقفات. منذ ذلك اليوم حرص «السادات» على سماعه باستمرار، كما حرص على اصطحابه في العديد من رحلاته الداخلية والخارجية. في عام 1977 يذكر التاريخ قيامه تلاوة آيات الذكر الحكيم في افتتاح مسجد وادى الراحة بمحافظة «سيناء» في الجمعة الأخيرة من شهر رمضان، وكان في حضور الرئيس المصري الراحل محمد أنور السادات، ثم دخل دائرة اهتمام العديد من رؤساء وملوك وأمراء العالم العربي والإسلامي.
كثيرا ما كان يتلقى دعوات منهم لتلاوة القرآن الكريم، وإحياء مختلف المناسبات الإسلامية كما كان شهر رمضان فرصة مثالية للشيخ لينطلق في العديد من أرجاء العالم الإسلامي والعربي، حيث حرص على التواصل مع مختلف الشعوب الإسلامية والجاليات في مختلف الدول الأخرى وكان في كل مرة يجد صدى كبيرا وتجاوبا كبيرا على المستويين الشعبي الرسمي. كان من أوائل الدول التي حرص الشيخ على زيارتها المملكة العربية السعودية، باكستان، إيران، ومختلف الدول العربية، كما شارك في افتتاح العديد من المساجد والمراكز الإسلامية كما في افتتاح المركز الإسلامي في لندن وسط حشد كبير من الجاليات العربية والاسلامية، ولم يتردد يوما في تلبية أي دعوة لتلاوة الذكر الحكيم مهما بعدت المسافة أو واجه من مشاق، فكان أن وضع الله حبه في قلوب كل مستمعيه حتى بعض الاخوان الاقباط كانوا يحرصو على حضور المناسبات الدينية للاستمتاع بصوته العذب وكان يتبرع بأحياء حفلات الشرطة والقوات المسلحة وأكبر النوادى الرياضيه لعلاقاته الطيبة بالمسئولين.

## شيخ قراء الاسكندريه
اختار الشيخ عبد المنعم الطوخي مدينة الإسكندرية سكنا له، وحقق فيها حضورا واسعا، حتى بات يلقب بـ«شيخ قراء الإسكندرية»، لكن مع ذلك لم يكن نشاطه محدودا، بل كان ينطلق في كل الأرجاء ليتلو كتاب ربه
لم يتسرب الوهن إلى صوته على الرغم من تسرب المرض إلى جسده في اخر عام قبل وافاته، وإصابته بمرض الكبد، فكان يتحامل على نفسه حتى لا يخذل محبا لتلاوته كما كان عازفا عن الأضواء على الرغم من سعيها الحثيث وراءه، وظل لسنوات طويلة رافضا نصائح بعض شيوخه وزملائه وتلاميذه بالتقدم للإذاعة ليكون قارئا معتمدا بها وحينما قبل على مضض أن يخوض التجربة تربص له البعض وحالوا دون ذلك فانصرف عنها غير نادم،
مكتفيا بالرصيد الكبير الذي حققه بين مستمعيه في كل أرجاء العالم العربي، وبعدد لا يحصى من التلاميذ الذين تأثروا بمدرسته واقتدوا به، وظل على هذا الحال لا يعرف مهمة له في الحياة سوى كتاب رب العالمين فكان سفيرا له في كل بقعة وطئتها قدماه داخل مصر وخارجها. لم يمنعه من أداء هذه الرسالة مرض أو طول سفر، أو مشقة.

## وفاته
توفي يوم 17 أبريل 2007، وكان يستعد خلالها للسفر إلى الصين لإجراء عملية زرع كبد. شيع جثمانه من مدينة شبين الكوم بالمنوفية إلى مدينة الإسكندرية جمع غفير من محبيه من شتى البلاد، فضلا عن مئات من زملائه وتلاميذه.